# David Boissière
Pour les articles homonymes, voir Boissière.
David Boissière est un imprimeur et libraire suisse d'origine genevoise, actif à Londres dans la seconde moitié du XVIIIe siècle et mort dans la même ville après 1790. 

## Biographie
Laquais de l'aventurier et gentilhomme de la chambre russe Dimitri Mikhaïlovitch comte Matiouchkine (1725-1800), il dérobe une importante somme d'argent à son maître à Lübeck. Avec cette somme et après un procès, il fonde une société d'édition située à Saint-James street. Il dirige avec Pierre Gosse de La Haye, la Société typographique de Londres, fondée entre 1771 et 1772. En 1782, il est considéré comme le principal libraire étranger à Londres avec un catalogue d'environ 3 500 ouvrages. Pour une bonne part, ce catalogue comprend des libelles, des ouvrages interdits et des manuscrits audacieux. Ainsi, en 1781, il fait racheter l'ensemble de l'édition des Amours de Charlot et Toinette, gravures comprises, à Goëzman de Thurn pour le compte du gouvernement français. 

## Publications
- Claude Adrien Helvétius, De l’homme, de ses facultés intellectuelles et de son éducation. Ouvrage posthume, Londres, 1773.
- Jean-Frédéric Bernard (attribué à), Éloge de l'Enfer: ouvrage critique, historique, et moral, Londres, Société Typographique, 1777.
- Anonyme, Les Amours de Charlot et Toinette, Londres 1779.
- Patrick Brydone, Voyage en Sicile et à Malte, traduit de l'anglais de M. Brydone, F. R. S. par M. Demeunier, 1776.
- Joly de Saint Vallier, Exposé ou examen des opérations des ministres en Angleterre depuis le commencement de la guerre contre les Américains jusqu'ici., 1781.
- M. La Combe, Tableau de Londres et de ses environs, 1784.
- Observations philosophiques sur les principes adoptés par l'empereur dans les matières ecclésiastiques, Londres, 1785.
- Léonhard Euler, Lettres à une princesse d'Allemagne sur divers sujets de physique & de philosophie, 1785.
- Emanuel Swedenborg, Du commerce établi entre l'âme et le corps, 1785.
- Observations d'un vrai républicain sur la révolution des Provinces-Unies, au sujet d'une lettre de Mr. de B**, à Mr. le comte de Mirabeau, 1788.
- Anonyme, Essais historiques sur la vie de Marie-Antoinette d'Autriche, reine de France, pour servir à l'histoire de cette Princesse, 1789.